# Leptospermum namadgiensis
Leptospermum namadgiensis là một loài thực vật có hoa trong Họ Đào kim nương. Loài này được Lyne mô tả khoa học đầu tiên năm 1993.